# Capitan Matamoros
Capitan Matamoros (creato attorno al 1400) è una maschera della commedia dell'arte proveniente da Bologna e rientra nel novero dei capitani.
Personifica il soldato sbruffone, che si vanta di imprese che in realtà non ha mai compiuto, essendo poco coraggioso: è un'evidente caricatura dei matamoros. È quindi spesso messo in difficoltà dagli altri e reso ridicolo per la sua smania di millantare imprese mai compiute. Ha un costume dai ricchi colori i cui accessori enormi, come la spada o il cappello, tendono a ridicolizzarne l'aspetto.
Tra color che vestirono i panni del Capitano, degno di memoria è Silvio Fiorillo, che fu anche un celebre Pulcinella.
Il Matamoros ("uccisore dei Mori") è anche il soldato smargiasso nella commedia dell'arte spagnola.